# Viejo Portal de Mercaderes

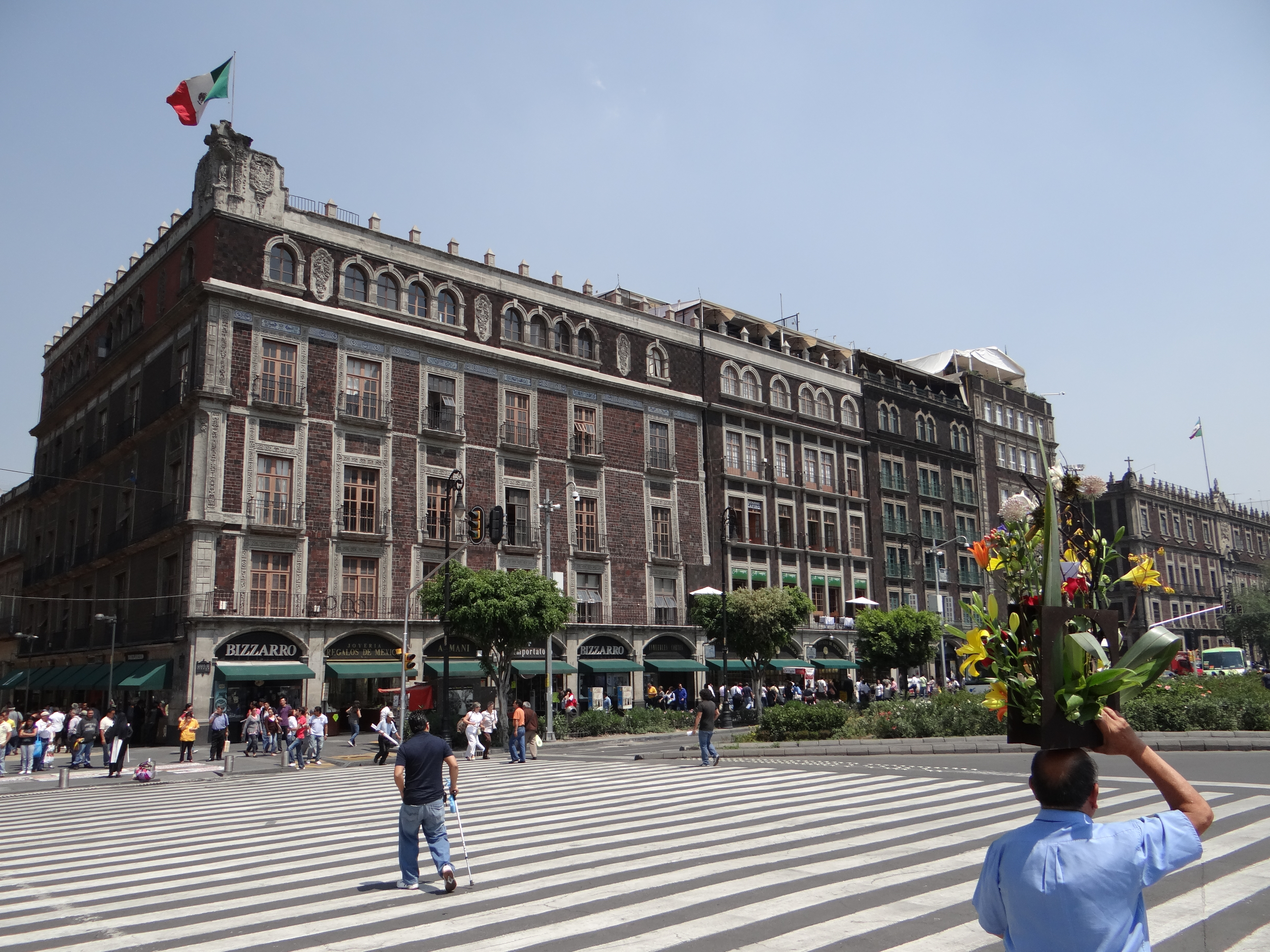
Vista del lado oeste del Zócalo.

El Viejo Portal de Mercaderes en el centro histórico de la Ciudad de México es el lado oeste de la plaza de la Constitución (mejor conocida como el Zócalo). Este lado de la plaza ha sido ocupado por estructuras comerciales desde la conquista española de México en 1521. Hoy el lado oeste de la cuadra es dominado por dos edificios, con la calle Madero dividiéndolos mientras atraviesa desde el Palacio de Bellas Artes (al oeste) hacia el Zócalo. Los edificios en el lado sur de la calle de Madero están ocupados por oficinas en los pisos superiores y tiendas al nivel del piso. La parte sur de los edificios está repleta de joyerías en la planta baja, haciéndolo el inicio del "Centro Joyero Zócalo." Este centro se extiende al oeste dos cuadras envolviendo la Calle Palma entre Madero y la calle 16 de septiembre. Muchos de los pisos superiores de los edificios están ocupados por el Hotel de Ciudad de México y el Hotel Majestic.

## Viejo Portal de Mercaderes

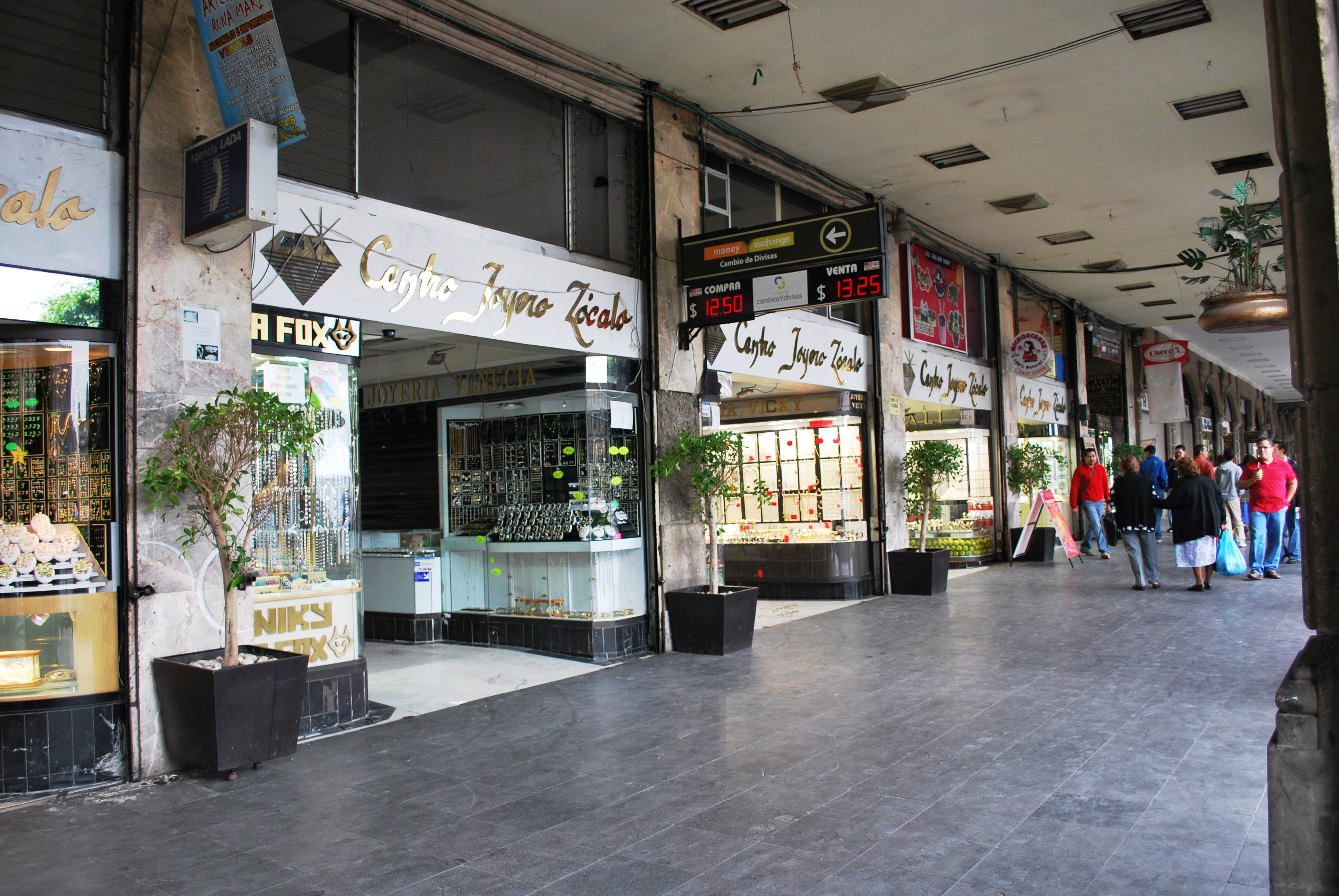
Parte del Centro Joyero.

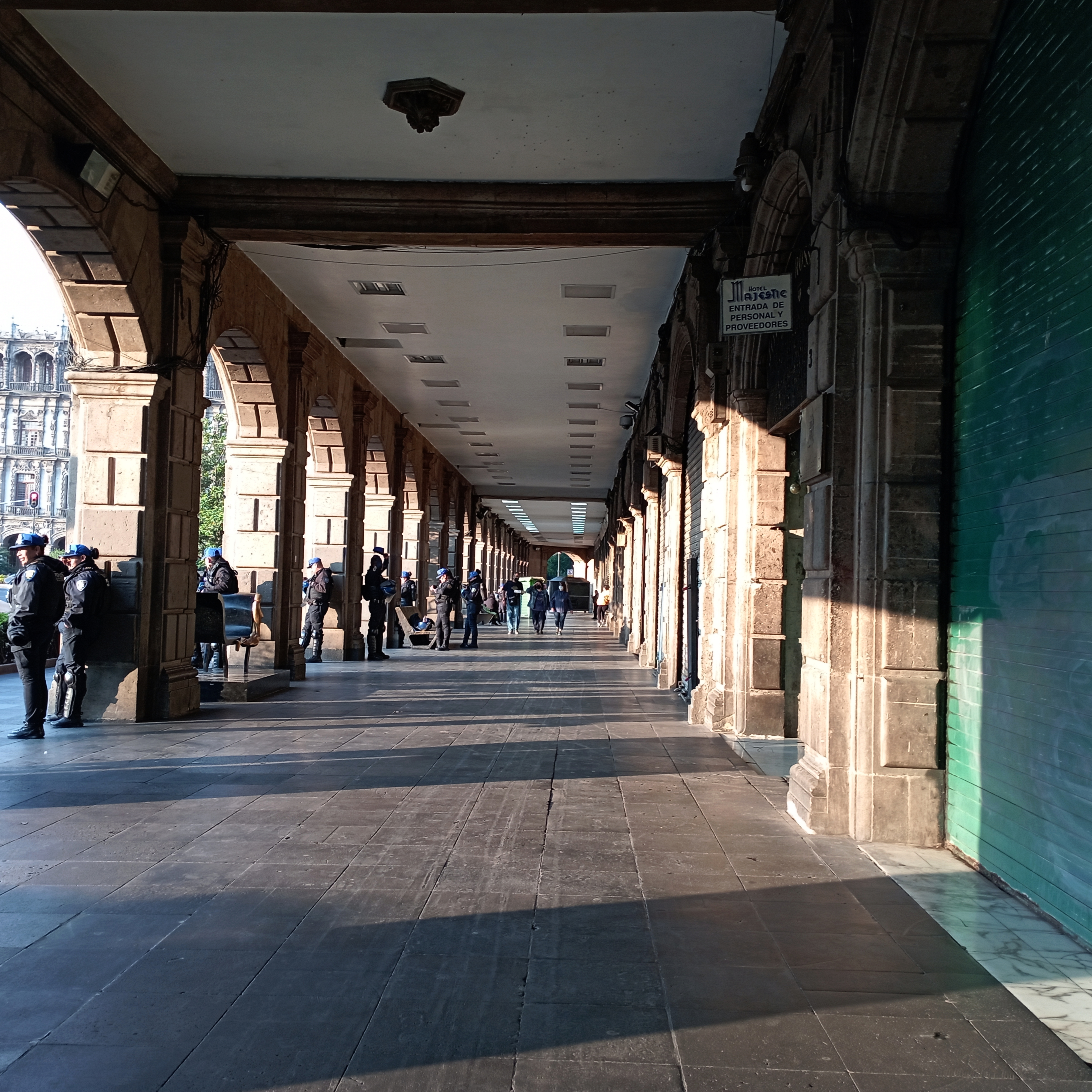
Los arcos al amanecer.

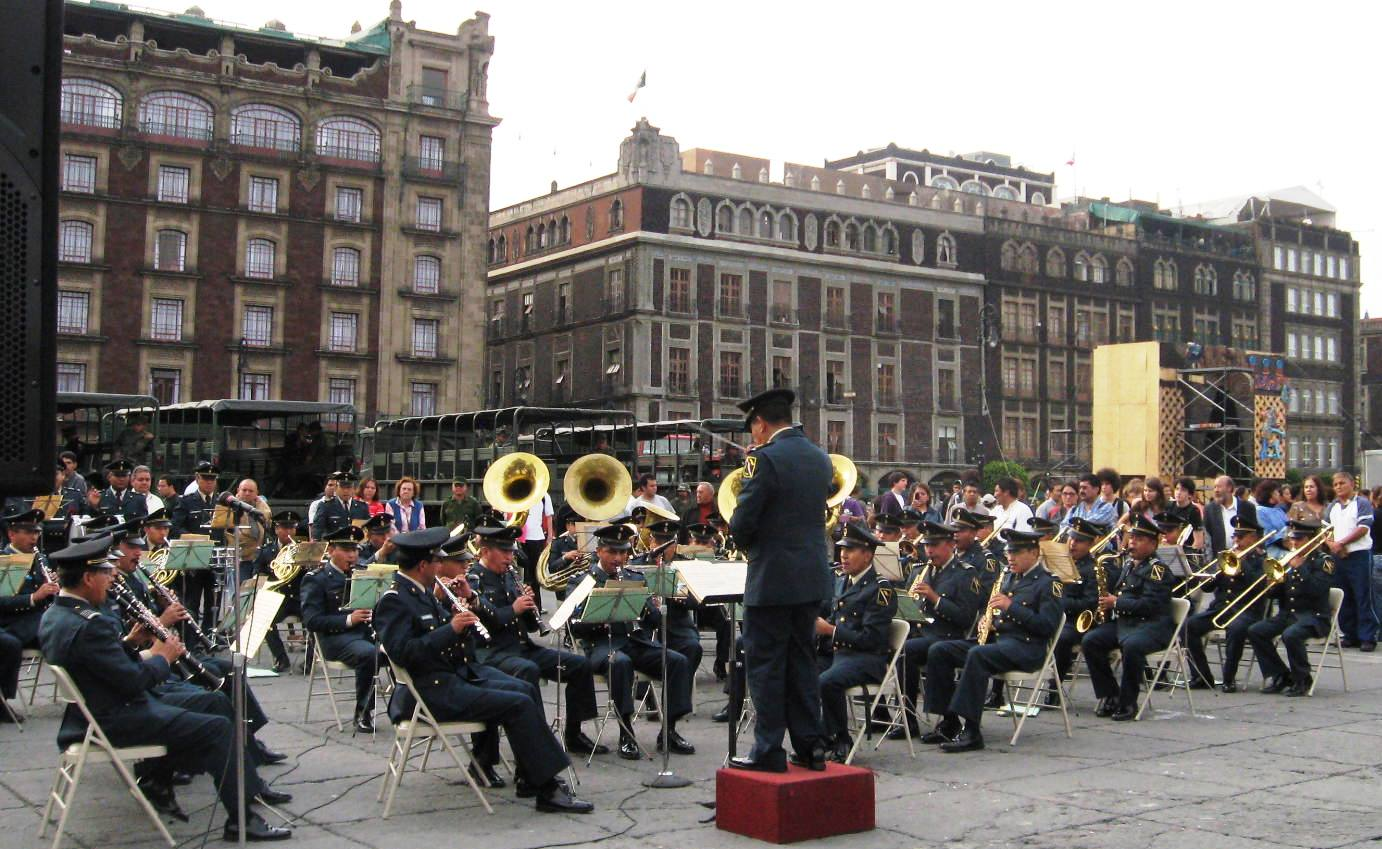
Banda militar mexicana tocando en el Zócalo, frente a los edificios comerciales en el lado oeste.

El primer edificio colonial fue construido en este lado de la cuadra por Melchor Davila, dedicado para la venta de alimentos y otras mercancías. Desde este edificio se forman los locales comerciales al este y al norte hasta llegar a Santo Domingo. Mucho del espacio ahí fue otorgado a Don Rodrigo de Albornoz, Conde de Santiago, secretario del Emperador Carlos V y el contador de la Nueva España. En 1524, el consejo de la ciudad aprobó una ordenanza estableciendo que los dueños de las propiedades que se encontraran frente al Zócalo podían construir arcos frente a sus establecimientos y rentar el espacio a los mercantes. La razón de esta ordenanza era que el Zócalo tenía severos problemas de hundimientos. Estos arcos cubiertos podrían proveer una alternativa al Zócalo abierto, especialmente durante la temporada de lluvia.
Mucho, más no todo del lado oeste del Zócalo era de Albornoz, incluyendo la sección del sudoeste de la plaza, cerca del edificio del consejo. Era casi imposible construir arcos cubiertos ahí debido a un barranco que se encontraba muy cerca a las fachadas de las casas cerca del lugar. Albornoz hizo un acuerdo con la ciudad; la cual instalaría mejor drenaje en ese lado del Zócalo, y Albornoz construiría arcos cubiertos para todo el lado oeste de la plaza. La tarea fue terminada en 1529. El arco resultante formaba casi todo el lado oeste del Zócalo, cubriendo, lo que hoy son las calles de Madero y 16 de Septiembre. 
Durante la transición del periodo colonial al periodo pos-independentista, el lado oeste fue conocido como el Portal de Mercaderes. En 1629, ocurre la gran inundación, que requirió que casi todos los portales que rodeaban la plaza fueran reconstruidos. El portal fue reconstruido en la mitad del siglo XVII por uno de los herederos de Albornoz. Durante el siglo XVII, esta área, se vendían principalmente seda sólida, paño de brocado así como frutas y hierbas medicinales. En el siglo XIX, tiendas de sombreros se establecieron en la zona y otros vendedores agregaron estantes a los arcos y columnas para vender juguetes. En la noche, se vendían dulces en los arcos para todos los que estuvieran caminando en el área.
En la mitad del siglo XIX, el portal fue dividido en dos con la apertura de la Calle Plateros, ahora Madero. Esto esencialmente terminó el portal que era considerado una sola entidad.
Desde el principio del periodo colonial, el Zócalo y el área oeste han estado cubiertos con establos de los vendedores. La construcción de arcos cubiertos no tenía el objeto de regular la actividad comercial. A pesar que los arcos fueron construidos por sus propios dueños, la ciudad aún era dueña de la tierra donde se encontraban los arcos. Esto llevó a disputas sobre el mantenimiento y sobre quienes debían controlar el lugar. Muchos tomaron ventaja de la situación ambigua y pusieron tiendas en algunos casos permanentemente, sobre los arcos, en la calle y en el mismo Zócalo.  Esto fue un problema constante tanto para el Portal como para el Zócalo en general con el intento ocasional de limpiar el lugar de vendedores ambulantes y otro tipo de venta no regulada. Sin embargo otros vendedores reaparecían a pesar de los esfuerzos por mantenerlos fuera, el problema se repetiría una y otra vez a lo largo de la historia del centro de la ciudad. Este problema fue atacado de nuevo en los años 90, como parte de un esfuerzo para revitalizar el Centro Histórico de la Ciudad de México. A pesar de la resistencia inicial, esta área ha estado libre de vendedores ambulantes desde ese momento, con el lado oeste del Zócalo ahora dominado por joyerías que están localizadas en los primeros pisos de los edificios.
La mayoría de los edificios ahora en el lado oeste fueron construidos en el último siglo. Comenzando a finales de los años 50, las fachadas de estos edificios privados que daban al Zócalo, comenzaron a ser regularizados para tener un estilo neo colonial usando tezontle (roca volcánica roja) y cantera (piedra grisácea) para homogeneizar los edificios del centro de la ciudad y el Palacio Nacional.
El lado sur de la Calle Madero, donde parece existir un solo edificio, cuando en realidad son dos, donde se encuentran el ex Hotel Majestic (ahora Best Western) y el Gran Hotel de la Ciudad de México (ahora Howard Johnson). Ambos edificios datan de finales del siglo XIX y principios del siglo XX, ambos hoteles siguen siendo llamados por sus nombres originales.

## Hotel Majestic
El Hotel Majestic ocupa la mayoría del edificio que es visible desde el Zócalo, a pesar de que la entrada esta en la calle Madero. Partes de este edificio datan del siglo XVIII, pero fue completamente renovado por el arquitecto Rafael Goyeneche en 1925 y la mayoría de las fechas interiores de este año. El Hotel Majestic abrió en 1937. La fachada frente al Zócalo esta hecha al estilo neo colonial ordenada por el gobierno, ya que todos los edificios del Zócalo debían tener una fachada similar. El hotel tiene muchas habitaciones así como un restaurante en el último piso que tiene vista al Zócalo. El propietario del Hotel Majestic es Best Western.

## Gran Hotel Ciudad de México

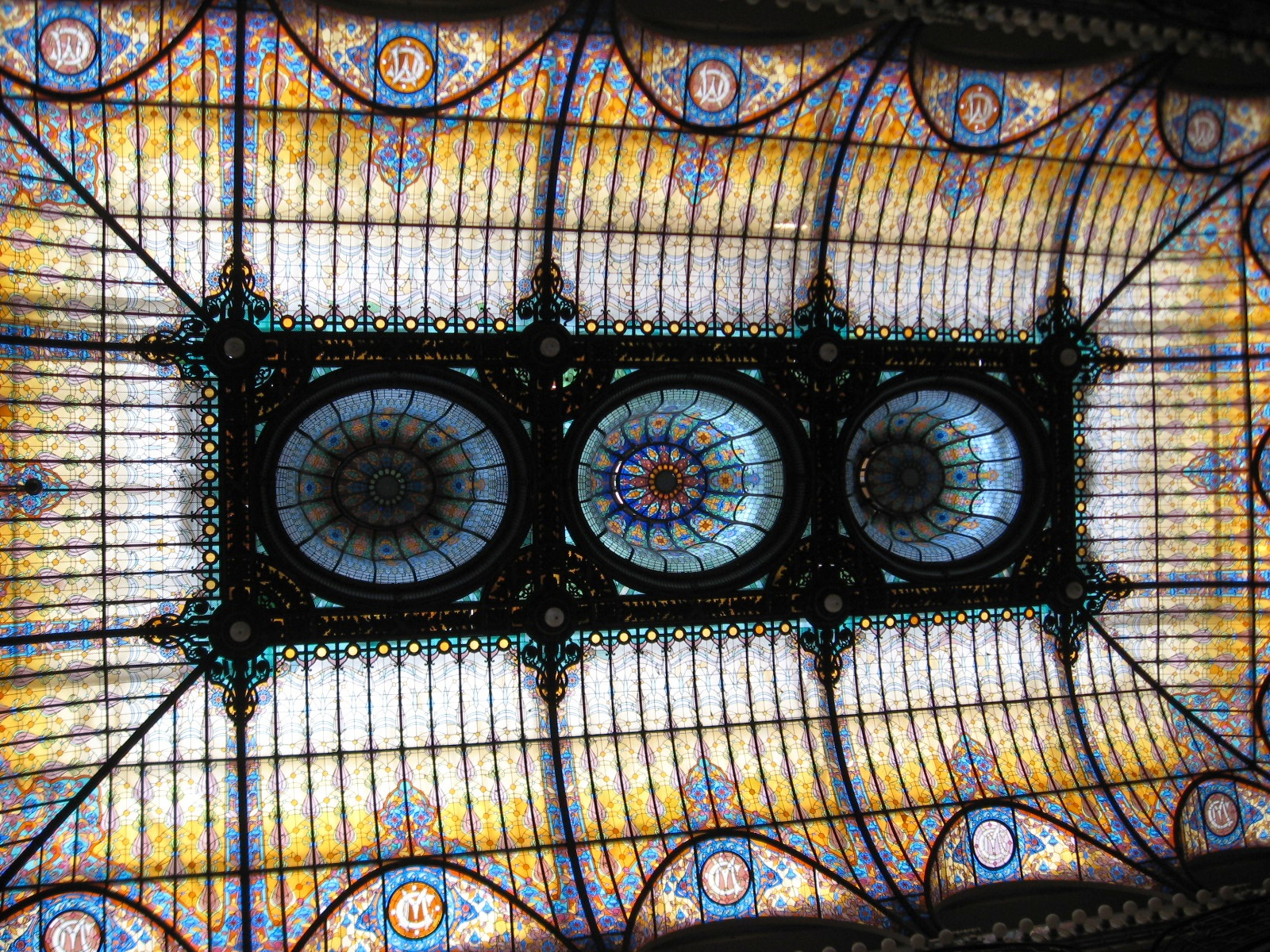
Vitral de art nouveau en el techo del hotel

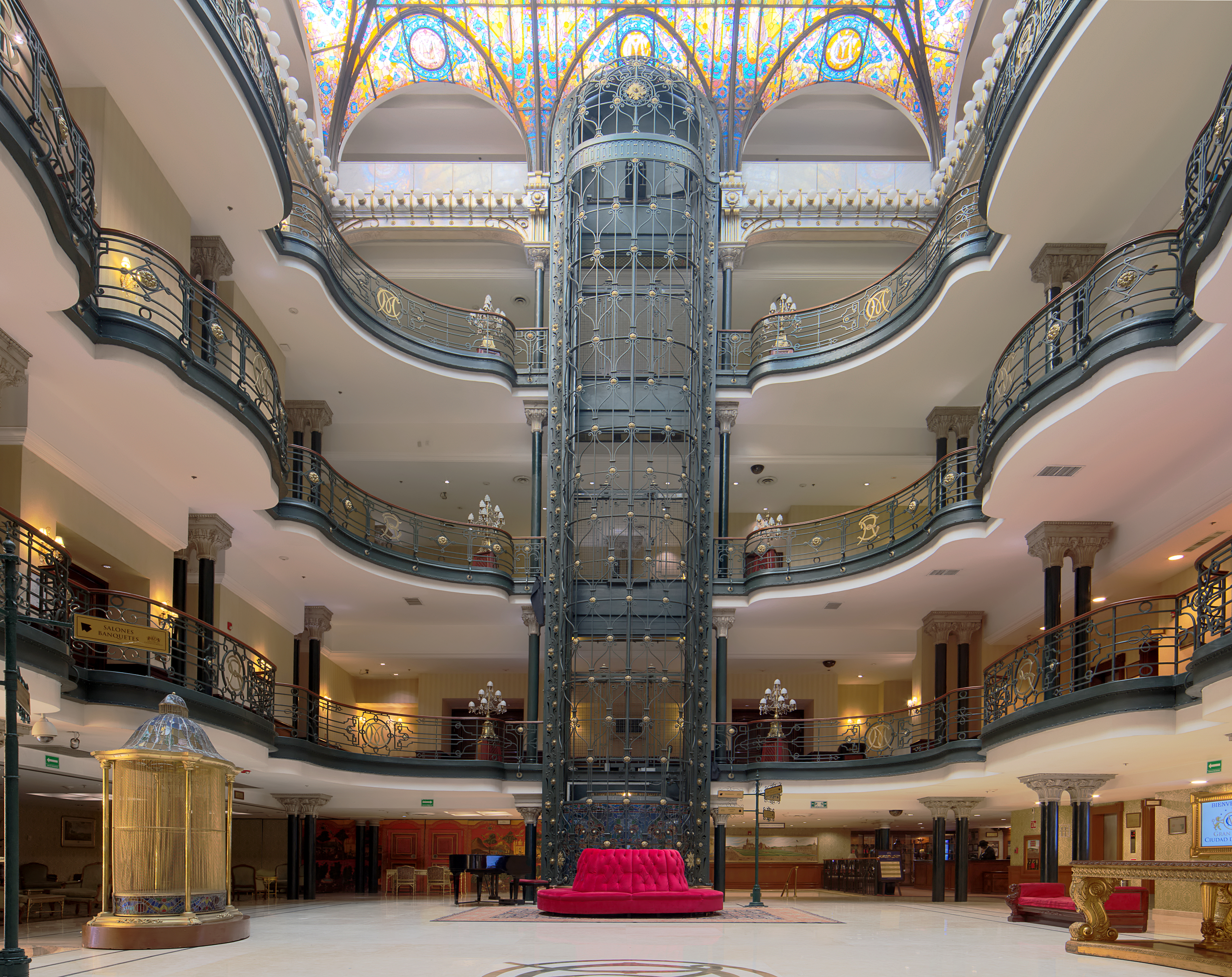
Elevador y pisos con balcones dentro del hotel.

El Gran Hotel ocupa el extremo sur del complejo del Portal de Mercaderes. El origen del edificio histórico que ocupa el Gran Hotel se remonta a 1526. Fue la residencia de Rodrigo de Albornoz, Contador Real. En 1895 es comprado por el francés Sebastián Robert para convertirlo en el primer centro comercial en México.
El edificio actual data de 1898, obra de los arquitectos Daniel Garza y Gonzalo Garita, que a petición del comerciante José de Teresa quién le dió el nombre de Centro Mercantil, una tienda departamental. Su exterior, originalmente era neogriego con estructura metálica, convirtiéndose en el primer edificio de la ciudad en emplear el método de viguetas de hierro ahogadas en concreto. También se convirtió en la primera obra de estilo Art Nouveau en el país. La decoración es de estilo Art Decó, destaca el vitral firmado por Jaques Gruber de la Escuela de Nancy, Francia. Desde 1968 es sede del Gran Hotel Ciudad de México.
El interior del hotel mantiene la mayoría de su decoración original creada para la tienda departamental de estilo estilo Art Nouveau. Tenía una escalera ondulada y envolvente, replica de la tienda Le Bon Marché en París, sin embargo se perdió en 1966. 
El aspecto más llamativo del inmueble es el vitral de Tiffany, una estructura con más de 20 mil piezas de vidrio de colores, esta pieza Art Nouveau fue diseñada por el artista Jacques Grüber y llevada a México en 1906, para decorar el techo del Centro Mercantil. El vitral se caracteriza por el uso de formas vegetales abundantes y entrelazadas, coloridas, con guirnaldas reverberantes y hojas aisladas. Aunque este permitía el paso de la luz solar, se colocaron más de cien lámparas para iluminarlo en la noche. Debido a su monumentalidad y belleza se convirtió en Patrimonio Cultural de la Nación, debido a que el Instituto Nacional de Bellas Artes lo consideró como una obra de arte.